# Сульфат алюминия-таллия
Сульфа́т алюми́ния-та́ллия — неорганическое соединение, смешанная соль алюминия, таллия и серной кислоты с формулой TlAl(SO4)2,
белые гигроскопичные кристаллы,
растворимые в воде,
образует кристаллогидрат (алюмоталлиевые квасцы).

## Получение
- Совместная кристаллизация сульфатов таллия(I) и алюминия:

{\displaystyle {\mathsf {Tl_{2}SO_{4}+Al_{2}(SO_{4})_{3}+24H_{2}O\ {\xrightarrow {\ }}\ 2TlAl(SO_{4})_{2}\cdot 12H_{2}O}}}

## Физические свойства
Сульфат алюминия-таллия — белые гигроскопичные кристаллы, растворимые в воде.
Из водных растворов выделяется в виде кристаллогидрата TlAl(SO4)2 · 12H2O — бесцветных кристаллов кубической сингонии,
параметры ячейки a = 1,2232 нм,
температура плавления 91 °C (в собственной кристаллизационной воде).